# Association des entreprises électriques suisses
Vous pouvez aider à l'améliorer ou bien discuter des problèmes sur sa page de discussion.
- Il ne s’appuie pas, ou pas assez, sur des sources secondaires ou tertiaires. (Marqué depuis mai 2023)
- Son texte doit être wikifié : il ne correspond pas à la mise en forme Wikipédia (style, typographie, liens internes, liens entre les wikis, etc.). (Marqué depuis mai 2023)
- Son ton est trop promotionnel ou publicitaire, voire hagiographique. Le texte doit adopter un ton neutre et encyclopédique. (Marqué depuis mai 2023)

- Archive Wikiwix
- Bing
- Cairn
- DuckDuckGo
- E. Universalis
- Gallica
- Google
- G. Books
- G. News
- G. Scholar
- Persée
- Qwant
- (zh) Baidu
- (ru) Yandex
- (wd) trouver des œuvres sur Wikidata

L’Association des entreprises électriques suisses (AES) est l'association professionnelle du secteur électrique suisse. Elle coordonne et regroupe les compétences et intérêts communs de ses quelque 400 membres et les défend vis-à-vis des milieux politiques, de l’économie et de la société.

## Objectifs de l’association
Selon ses propres mots, en tant qu’association faîtière, l’AES constitue la plateforme du secteur électrique suisse tout au long de la chaîne de création de valeur, de la production à l’application, en passant par le négoce, le transport et la distribution.
L’AES encourage le dialogue et organise le processus de formation d’opinion, avec des règles du jeu claires, impliquant l’ensemble des membres et des groupements d’intérêts. Elle coordonne et regroupe les intérêts communs et les positions de la branche. Elle harmonise ces positions et les défend face aux représentantes et représentants politiques, économiques et sociaux. À cet égard, elle dirige le lobbying et la communication.
L’AES s’associe avec des organisations de la branche et des associations régionales pour des coopérations ou des intégrations, et représente la branche au sein d’organes nationaux et internationaux. Plusieurs membres de l’Association assurent la représentation de l’AES auprès d’Eurelectric, l’association faîtière du secteur électrique européen,.
Des prestations de services de la branche rentables et adaptées au marché, ainsi qu’une offre de formation professionnelle et continue pour tous les niveaux hiérarchiques complètent les tâches centrales de l’AES. L’Association organise des programmes de formation initiale et de formation continue ainsi que les examens reconnus par la Confédération.

## Politique énergétique
L’AES s’engage en faveur d’une accélération du développement des énergies renouvelables, ainsi que de la transformation du réseau électrique nécessaire à cet effet. Elle œuvre pour une étroite collaboration avec l’Union européenne dans le domaine de la politique énergétique. Selon l’étude « Avenir énergétique 2050 »,,,, publiée par l’AES en décembre 2022 en collaboration avec l’Empa, le développement des énergies renouvelables en Suisse, qui mise tout particulièrement sur la production électrique en hiver, ainsi qu’une coopération stable avec l’UE dans le domaine énergétique sont des conditions préalables essentielles pour atteindre les objectifs de politique énergétique et climatique du pays d’ici à 2050. L’AES défend une gestion respectueuse de l’environnement et des ressources et soutient les objectifs climatiques de la Suisse. En guise de vue d’ensemble, elle a établi une feuille de route présentant les mesures nécessaires pour garantir la sécurité d’approvisionnement en électricité tout au long de la chaîne de création de valeur,,.

## Membres
L’AES compte environ 400 membres en Suisse et dans la Principauté de Liechtenstein. Les entreprises membres sont actives tout au long de la chaîne de création de valeur (production, gestion de réseau de distribution et sociétés mixtes de distribution). Elles produisent et distribuent plus de 90% de l’électricité suisse.

## Organisation
Fondée en 1895, l’Association a fusionné le 1er juillet 2007 avec Les Électriciens Romands (ER), une organisation romande similaire.
Le Comité de l’Association se compose de représentantes et représentants d’associations et de divers groupements d’intérêts de la branche de l’électricité. Le siège principal de l’Association se trouve à Aarau. L’AES dispose d’une antenne à Lausanne pour la Suisse romande. En Suisse italienne, elle est représentée par l’Elettricità Svizzera italiana (ESI), avec laquelle elle collabore étroitement.
L’Association est présidée par Martin Schwab depuis mai 2024; son directeur est Michael Frank depuis 2011.

### OSTRAL
Sur mandat du Conseil fédéral suisse, l’AES gère le secrétariat spécialisé OSTRAL (Organisation pour l’approvisionnement en électricité en cas de crise), qui agit en cas de pénurie d’électricité. Si une crise survient, OSTRAL doit appliquer les mesures décidées par le Conseil fédéral. Ces mesures ont été élaborées de longue date par la branche et OSTRAL, en collaboration avec l’Approvisionnement économique du pays de la Confédération.